# Skogsfru
Skogsfru (Epipogium aphyllum) är en parasit eller myllväxt (jämför med nästrot och korallrot) utan gröna delar och utan utvecklade örtblad, till färgen vitaktig eller svagt skär (inte ens fruktanlaget undantaget) och av lös och saftig beskaffenhet. Även rötter saknas. Under jorden har den en korallformigt förgrenad jordstam, som utsänder smala utlöpare. Stjälkbasen är lökformigt förtjockad. Blommorna, som är stora och vaniljdoftande, sitter på smala skaft i en fåblommig klase; de har läppen vänd uppåt och kalkbladen är gulvita, utom läppen, som är vit, vaxlikt genomlysande och försedd med radvisa, rosenröda fläckar; även läppens punglika, uppåtvända sporre är rosenröd. Pelaren är av klubblik form; ståndarknappen lösgör sig nästan som ett lock med ett gångjärn och man ser då två långa, fina strängar som förbinder klibbskivan på rostellum med de två pollinarierna i ståndarknappen. Märket sitter hos denna växt vid pelarens bas.
"Skogsfrun" har fått detta namn inte enbart för sin växtplats, som är skuggig skog med fuktig mylla, multnande trädstammar med mera, utan för sitt plötsliga, överraskande uppträdande i en trakt, där man förut inte sett den. Man har kallat sådana sällan sedda växter "meteorväxter". Artens utbredning är tämligen vidsträckt, från Skåne till Lule lappmark (samt i södra och mellersta Finland och södra Norge), men de kända lokalerna är få, och som redan är nämnt, visar sig växten ofta helt oväntat för att på samma ställe (åtminstone såsom synlig ovan jord) för lång tid eller kanske för alltid försvinna.